# Funaria jamesonii
Funaria jamesonii là một loài Rêu trong họ Funariaceae. Loài này được (Taylor) Taylor mô tả khoa học đầu tiên năm 1848.